# المالح (طوباس)
خربة المالح قرية فلسطينية من قرى محافظة طوباس في الضفة الغربية. وهي قرية صغيرة تقع إلى الشمال الشرقي لمدينة طوباس على بعد مسافة 10 كم، وهي من القرى المحتلة في حرب 1967.

## التسمية
سميت القرية بخربة المالح، لأن أسمها مشتق من نبع المالح القريب، وهو ذو مياه مالحة.

## التاريخ الحديث والمعاصر

### العهد العثماني
تعود خربة المالح إلى فترة الحكم العثماني في فلسطين عندما استوطنها السكان لأول مرة عندما جاؤوا من طوباس والخليل بحثًا عن الرعي والماء لأنهم مزارعون ولديهم حيوانات. وكانت تتبع ولاية شرق بيروت.

### الانتداب البريطاني
في عام 1917، سقطت خربة المالح بيد الجيش البريطاني، ودخلت القرية مع باقي فلسطين مظلة الانتداب البريطاني على فلسطين عام 1920 حتى وقوع النكبة.

### الحكم الأردني
في أوائل خمسينيات القرن العشرين أتبعت خربة المالح للحكم الأردني بين حربي 1948 و1967.

### النكسة
سقطت خربة المالح في يد الاحتلال بعد حرب 1967.

### السلطة الفلسطينية
بعد تأسيس السلطة الفلسطينية، صنفت أراضي القرية باسم المنطقة «ج». أتبعت القرية إداريًا لمحافظة طوباس. في عام 2002، عين وزير الحكم المحلي لجنة تنمية محلية لتولي إدارة خربة المالح، وقد تكونت من ستة أعضاء.

## الجغرافيا
تقع قرية خربة المالح في الأغوار الشمالية شمال شرق فلسطين، شرق الضفة الغربية، شرق محافظة طوباس على ارتفاع (32) مترًا عن سطح البحر. تبعد عن مركز مدينة طوباس هوائيًأ حوالي 10 كم. يحدها نهر الأردن من الشرق، وقرية الفارسية وغور الأردن من الشمال، وتياسير وخربة عاطوف من الجنوب.

### المساحة
تبلغ المساحة الإجمالية لقرية خربة المالح حوالي 19,000 دونم، أي ما يمثل حوالي 2.7٪ من مساحة أرض محافظة طوباس. تمثل المنطقة المأهولة بالسكان حوالي 500 دونم في حين أن 12,000 دونم من الأراضي هي أراضي زراعية، و 4,000 دونم مغطاة بالغابات و 3,500 دونم من المناطق التي صادرتها إسرائيل.

### المناخ
لديها مناخ معتدل. متوسط هطول الأمطار السنوي هو 294 ملم، ومتوسط درجة الحرارة السنوي هو 21-22 درجة مئوية ومتوسط الرطوبة السنوية هو 53٪.

## السكان
دخلت فلسطين وفود كبيرة عبر العصور من تجار وغيرهم وذلك؛ لموقعها الهام كنقطة وصل بين القارات، ومركز للحضارات والأديان. لا يسكن خربة المالح أي من اللاجئين الفلسطينين.
| السنة           | تعداد (1997) | تعداد (2007) | تعداد (2017) |
| --------------- | ------------ | ------------ | ------------ |
| التعداد السكاني | 151          | 364          | 354          |

### عائلات القرية
تقطن القرية عدة عائلات هي: الدراوشة، الزواهرة، بشارات، بني عودة وماجدة. 

## الاقتصاد
يعد الإنتاج الزراعي بالإضافة إلى تربية الحيوانات المحلية القطاع الاقتصادي الرئيسي في القرية حيث يعمل فيه أكثر من 90% من السكان. أدى التوسع العمراني للقرية والتوسع في البنية التحتية وفتح الشوارع إلى تقليص المساحات المزروعة من الأراضي الزراعية. بعد اندلاع الانتفاضة الفلسطينية الثانية، عمل عدد قليل في سوق العمل الإسرائيلي، وكان متوسط دخل الأسرة حوالي 1,500 شيقل، انخفض بنسبة 65% إلى 500 شيقل عام 2005. 

## الاستيطان
تعد منطقة خربة المالح من المناطق المصنفة «ج»، حيث لا تسمح الإدارة المدنية الإسرائيلية لسكان القرية ببناء هياكل بيوت دائمة ولا تمنحهم الترخيص. يتلقى سكان الخربة أوامر الهدم بانتظام.